# Ранульф Фламбард
Ранульф Фламбард (англ. Ranulf Flambard), также известный как Ранульф Пассифлейм (англ. Ranulf Passiflamme; умер 8 сентября 1128) — епископ Даремский (с 1099 г.), главный советник английского короля Вильгельма II. Ранульфу Фламбарду приписывается руководство внутренней политикой Вильгельма II, в том числе авторство мероприятий по изъятию доходов церкви в государственную казну. Своё прозвище (лат. Flambardus — факелоносец) Ранульф, видимо, получил от англонормандских баронов, недовольных его влиянием на короля и политику страны.

## Происхождение и молодые годы

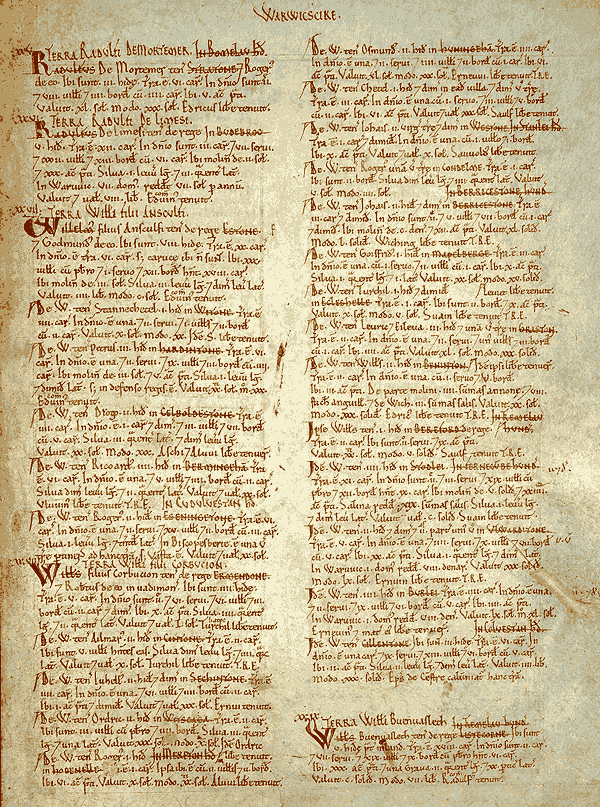
Страница «Книги Страшного суда», в составлении которой принимал участие Ранульф Фламбард

Ордерик Виталий, который уделяет много времени возвышению Ранульфа, указывает, что тот был нормандцем достаточно скромного происхождения. Его отец по имени Турстан был приходским священником в Байё (Нормандия) и, согласно его некрологу, умер монахом в церкви Святого Августина в Кентербери. Мать Ранульфа, о которой ходили слухи, что она — колдунья, вероятно, ещё была жива в 1101 году. Известно, что у будущего епископа было двое братьев: Джеффри и Фулхер (умер в 1102), который также был клириком.
Точный год рождения Ранульфа неизвестен, но, поскольку в момент смерти ему было около 70 лет, вероятно, он родился около 1060 года. Ордерик указывает, что будущий епископ «с детства воспитывался в среде придворных прихлебателей», предположительно, в Кане. Поэтому Ранульф лучше был обучен ловкому обману и манипулированием словами, чем искусству письма. Во многом это было следствием серьёзным и безупречным занятиям с ним самого Ордерика.
Возможно, в поле зрения короля Англии и герцога Нормандии Вильгельма Завоевателя Ранульф попал благодаря его единокровному брату Одо, епископу Байё, которому он служил. Благодаря этому он оказался в королевской канцелярии. К 1085 году он стал хранителем королевской печати при королевском канцлере Морисе — будущем епископе Лондона.
Среди других клерков канцелярии Ранульф выделялся умом и приятной внешностью. В «Книге Страшного суда» он упоминается с прозвищем «Фламбард» (лат. Flambardus — факелоносец). Олдерик пишет, что оно было связано с деятельностью Ранульфа качестве королевского защитника при дворе. Назвал его так Роберт Диспенсер, королевский управляющий, который был его соседом (вероятно, в Оксфордшире), который был возмущён тем, что тот, хотя и был низкого происхождения, командовал знатью. Другую версию происхождения прозвища сообщает архиепископ Ансельм Кентерберийский, который сообщил папе римскому, что Ранульф получил его из-за жестокости и сравнил его с всепоглощающим пламенем. Автор Уинчестерских анналов даёт Ранульфу другое прозвище — Пассефлаббер (лат. Passeflabere), иногда — Пассефламбер (лат. Passeflambere). В «Книге Страшного суда» встречаются разные написания его прозвища — Flanbard, Flamme, Flamard.
В канцелярии Ранульф приобрёл репутацию способного финансиста и администратора и помог увеличить королевские доходы. По мнению исследователей, он, по-видимому, сыграл важную роль в составлении «Книги Страшного суда]]», возможно, даже, что именно он был инициатором её составления. Ранульф упоминается в самой «Книге» в качестве клерка, при этом указывается, что он владел двумя церквями в Суррее и небольшими имениями в этом и некоторых других графствах.

## Взлёт карьеры при Вильгельме II Рыжем
После вступления на престол Вильгельма II Руфуса в 1087 г. влияние Ранульфа Фламбарда резко усилилось. Он стал личным капелланом и ближайшим советником нового короля. Во время поездок Вильгельма II в Нормандию Ранульф замещал короля в Англии, выступая в качестве верховного судьи. Сфера его деятельности охватывала практически все аспекты центральной администрации и судебной системы. По свидетельству Эдмера Ранульф был «главным исполнителем воли короля». За свою службу Фламбард получил ряд земельных владений и важных церковных постов: в 1088 г. он стал аббатом монастыря Хайд в Винчестере, а в 1099 г. был избран епископом Дарема.
Современные Ранульфу хронисты единодушны в своём осуждении его политики и того влияния, которое он оказывал на Вильгельма II. Однако все они признают его выдающиеся способности: он был умён, хитёр, прекрасно знал своё дело, и был одним из лучших специалистов в финансовой сфере. В то же время, Ранульф отличался высокомерием, непомерным честолюбием и абсолютным равнодушием к вопросам религии и морали. С именем Ранульфа современники связывали ту политику по отношению к церкви, которую стал проводить король Вильгельм II с конца 1080-х гг.: продажа церковных должностей, изъятие доходов с церковных земель, удержание вакантными епископские кафедры и отмена налоговых привилегий. Эта политика вызывала возмущение современников, однако была достаточно эффективна с точки зрения пополнения государственной казны. Фламбард лично участвовал в мероприятиях против религиозных организаций. Так, после смерти епископа Вульфстан, он взыскал рельеф с его вассалов, что противоречило как феодальному, так и каноническому праву. В другом случае Ранульф конфисковал в казну бо́льшую часть имущества аббатства, разделив остаток между монахами. Такое отношение к церкви вызывало ненависть к Фламбарду священнослужителей и жалобы папе римскому на притеснения с его стороны.

## Епископ Дарема

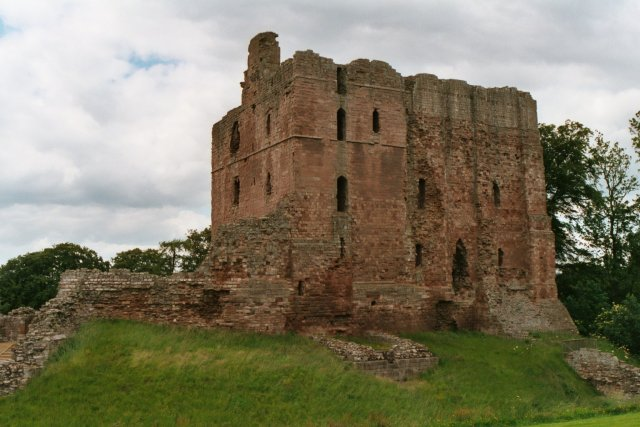
Замок Норем, построенный Ранульфом Фламбардом

После смерти своего покровителя, короля Вильгельма II, в 1100 г. Ранульф Фламбард потерял влияние при дворе. Более того, новый король Генрих I арестовал Ранульфа и заключил его в Тауэр, из которого 3 февраля 1101 г. он бежал, став таким образом не только первым известным узником этой тюрьмы, но и первым, кому удалось совершить из неё побег. По легенде Фламбард выбрался из своей камеры по верёвке, которую его друзья передали в бочонке вина. Ранульф нашёл убежище в Нормандии, где стал советником герцога Роберта III. Считается, что Фламбард был одним из главных инициаторов нормандского вторжения в Англию в 1100 г., которое хотя и потерпело неудачу, привело к примирению Ранульфа с королём Генрихом I и возвращению его земель и церковных постов. Тем не менее Ранульф остался в Нормандии, где получил от Роберта III богатое епископство Лизьё. После разгрома и пленения герцога английским королём в сражении при Таншбре в 1106 г. Ранульф был в числе первых нормандских баронов, принёсших присягу верности Генриху I.
Ранульф отошёл от политической жизни и удалился в Дарем. В качестве епископа Даремского он прославился тем, что почти завершил строительство Даремского собора, начатого его предшественником Вильгельмом де Сен-Кале, построил замок Норхэм и основал монастырь Моттисфаут. Его личная жизнь, однако, оставалась далёкой от церковной морали и вызывала возмущение местного духовенства. Ранульф имел по крайней мере двух сыновей, для которых ещё в детстве приобрёл несколько церковных бенефиций.